# قره قلعه (هاناک)
قره قلعه (به ترکی استانبولی: Karakale) یک منطقهٔ مسکونی در ترکیه است که در هاناک واقع شده‌است.